# Terreon Gully
Terreon Gully (East St. Louis) is een Amerikaanse drummer, componist, arrangeur en producer in de jazz.

## Biografie
Gully drumde als kind in de kerk. Hij speelde in Lincoln Senior High School Jazz Ensemble en studeerde aan de Universiteit van Houston, waar hij 1996 een Bachelor of Arts verkreeg. In 1998 kwam hij naar New York. Hij heeft gespeeld met onder meer Kurt Elling, David Sanborn, Nicholas Payton, Kenny Barron, Benny Green, Charlie Hunter, Abbey Lincoln, Jacky Terrasson, Sting, Queen Latifah en de Latin-band Yerba Buena. Hij heeft gespeeld in de groepen van onder andere Dianne Reeves, Christian McBride en vibrafonist Stefon Harris.
Gully was van 2008 tot 2010 'drumprofessor' aan de Universiteit van Manitoba in Winnipeg (Canada).